# Gebäudebrand in Hanoi 2023
Der Gebäudebrand in Hanoi 2023 (vietnamesisch Vụ hỏa hoạn chung cư mini ở Khương Hạ) ereignete sich am 12. September 2023, gegen 23:00 Uhr ICT (UTC+07:00), in einem zehnstöckigen Mikroappartement in der Gasse 29 der Khương Hạ-Straße, Bezirk Thanh Xuân, Hanoi, Vietnam. Von den etwa 150 im Gebäude lebenden Menschen kamen bei dem Brand 56 ums Leben und 37 wurden verletzt. Zudem war dies der tödlichste Wohnbrand in Vietnam seit dem ITC-Brand in Ho-Chi-Minh-Stadt im Jahr 2002.

## Feuerhergang
Das Feuer brach am 12. September gegen 23:00 Uhr aus, als ein Kurzschluss eines Motorrades eine Explosion verursachte. Das Feuer fing an aufzuflammen, breitete sich vom ersten Stock des Mikroappartements auf viele andere Fahrzeuge aus und schwappte über den offenen Raum hinaus. Das Feuer breitete bei einem Umfang von 200 m² aus, wobei die Vorderseite ein Notausgang ist. Die anderen drei Seiten des Mikroappartements grenzen an andere Wohnhäuser und das Mikroappartement ist in 45 Räume unterteilt und die meisten Räume sind bewohnt. Zehn Minuten nach dem Brand trafen etwa 15 Feuerwehrfahrzeuge und 100 Feuerwehrleute am Unfallort ein. Da das Haus tief in der Gasse liegt, musste das Feuerwehrauto draußen auf der Khương Hạ-Straße parken und den Wasserschlauch führen.
Das Feuer wurde am 13. September um 13:00 Uhr unter Kontrolle gebracht, aber es gab  immer noch viel Rauch im Inneren des Appartements. Fast 50 Feuerwehrautos schütteten ununterbrochen Wasser und spritzten Wasserschläuche auf viele Seiten des Appartements. Eine andere Gruppe von Polizisten benutzte Strickleitern und näherte sich über offene Räume den Räumen, um nach Opfern zu suchen. Anschließend wurden die Opfer in viele große Krankenhäuser in Hanoi gebracht, darunter das Bach Mai-Krankenhaus, das Dong Da-Krankenhaus, das Ha Dong General Hospital, das Krankenhaus der Medizinischen Universität Hanoi und das Postale Krankenhaus Hanoi. Die meisten der Opfer wurden durch den Sprung aus dem Gebäude erstickt oder verletzt.

## Verluste
Insgesamt starben 56 Menschen, darunter 19 Menschen, die außerhalb des Krankenhauses oder während der Behandlung im Krankenhaus starben. 37 Menschen wurden verletzt und mehr als 100 eingeschlossene Menschen wurden gerettet. Unter den Opfern des Brandes befanden sich auch zehn Kinder. Ein Kind wurde aus einem hohen Stockwerk geworfen, um vor dem Feuer gerettet zu werden. Viele Menschen wurden verletzt, nachdem sie auf benachbarte Dächer oder aus Fenstern gesprungen waren, um dem Feuer zu entkommen.